# كريس موريس (مؤلف)
كريس موريس (بالإنجليزية: Chris Morris)‏ (1946)؛ ملحن، مغن مؤلف، شاعر غنائي وروائي أمريكي.